# キュネス県
キュネス県（キュネスけん）は、中華人民共和国新疆ウイグル自治区イリ・カザフ自治州に位置する県。

## 行政区画
8鎮、3郷を管轄：
- 鎮：キュネス鎮（新源鎮）、ゼクティ鎮（則克台鎮）、アラルテョベ鎮（阿熱勒托別鎮）、タルドゥ鎮（塔勒徳鎮）、ナラト鎮（那拉提鎮）、ショルブラク鎮（肖爾布拉克鎮）、カラブラ郷（喀拉布拉鎮）、アルマル鎮（阿勒瑪勒鎮）
- 郷：ケンス郷（坎蘇郷）、ベストョベ郷（別斯托別郷）、テュルゲン郷（吐爾根郷）
- 七十一団、七十二団

## 交通
- 那拉提鎮でG217国道とG218国道が交差。